# Incidenti di Spalato

Veduta di Spalato nel 1910

Gli incidenti di Spalato furono una serie di episodi violenti a carattere antitaliano che si verificarono nella città dalmata di Spalato fra il 1918 e il 1920 e che culminarono con l'uccisione del comandante della Regia nave Puglia Tommaso Gulli e del motorista Aldo Rossi, colpiti la sera dell'11 luglio 1920 e deceduti nel corso della notte.
Questi episodi si inserirono all'interno di una pluridecennale lotta per il predominio sull'Adriatico orientale fra popolazioni slave meridionali (croate e slovene) e italiane, iniziata ancora nell'ambito dell'Impero austro-ungarico. Alla fine del XIX secolo la corrente irredentista sorta all'interno del Regno d'Italia e lo jugoslavismo da parte slava coinvolsero nella questione anche Stati già indipendenti, come il Regno d'Italia stesso e il Regno di Serbia. Lo scoppio della prima guerra mondiale, l'entrata in guerra dell'Italia, il disfacimento dell'Impero, le trattative di pace e le successive fortissime frizioni fra l'Italia e il Regno dei Serbi, Croati e Sloveni furono gli eventi più recenti, precedenti e contemporanei agli incidenti di Spalato.

## Inquadramento storico

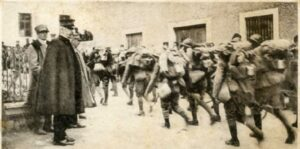
Sbarco di truppe italiane a Sebenico. A sinistra, l'ammiraglio Enrico Millo

Conformemente a quanto previsto dagli accordi con gli alleati e successivamente alla firma dell'armistizio con l'Impero austro-ungarico, ai primi di novembre del 1918 le truppe italiane procedettero all'occupazione dei territori riservati all'Italia dal Patto di Londra e dalle clausole armistiziali.
La Regia Marina predispose l'invio di navi da guerra in Dalmazia, destinate a prendere possesso dei territori in questione. A bordo di queste navi vi erano generalmente anche dei dalmati italiani arruolati nella Marina, con l'incarico di aiutare le truppe nel contatto con le popolazioni locali. I contatti venivano generalmente presi con le locali sedi dei Fasci Nazionali Italiani, le associazioni locali degli italiani che si potevano trovare nelle principali località della costa e delle isole.
La città di Spalato e la costa meridionale della Dalmazia – non contemplate dal patto di Londra – erano state escluse dall'occupazione italiana. In questa zona il potere era stato assunto da un comitato locale guidato da Josip Smodlaka e Ivo Tartaglia, che proclamò l'unione della Dalmazia al nuovo Stato serbo-croato-sloveno (dal 1º dicembre Regno dei Serbi, Croati e Sloveni) ed organizzò una guardia nazionale nelle varie città.
I nazionalisti jugoslavi si dimostrarono subito estremamente ostili verso le forze militari italiane, viste come occupatrici del suolo jugoslavo, anche perché vi era il timore che cercassero di prendere con la forza anche Spalato. Ad aggravare la situazione concorse il flusso di profughi jugoslavi dalle zone di occupazione italiana, che rimasero in città e per due anni costituirono il fulcro delle continue manifestazioni anti-italiane.

### Gli italiani di Spalato
Nella città di Spalato viveva una comunità autoctona italiana, che nel novembre del 1918 fu riorganizzata attraverso la fondazione, sulle ceneri del Partito Autonomista – sciolto dalle autorità austriache nel 1915 –, del Fascio Nazionale, guidato da Leonardo Pezzoli, Antonio Tacconi, Edoardo Pervan e Stefano Selem. Risulta tuttavia complesso quantificare la consistenza numerica della comunità italiana di Spalato. I censimenti austriaci in Dalmazia rilevavano sul campo – dapprima sporadicamente, a partire dal 1890 in modo sistematico – la "lingua d'uso": l'idea di fondo era quella di una connessione diretta tra lingua e nazionalità di un individuo. Tale metodologia risultò però controversa: da un lato, considerando un'unica lingua il serbo-croato, non era possibile distinguere l'etnia serba dalla croata; dall'altro, essendo i rilevatori del censimento incaricati comunali, in tutte le località della costa orientale dell'Adriatico – che conobbero, come Spalato, pluridecennali lotte per il predominio fra italiani e slavi – si rilevarono costanti lamentele da parte della componente etnica che non deteneva il potere a livello comunale nel periodo del censimento e che riteneva che i rilevatori manipolassero sistematicamente i dati. Inoltre, dal 1909, era stato proibito in tutta la Dalmazia l'uso della lingua italiana negli atti pubblici.
I risultati dei censimenti austriaci per gli anni 1890, 1900 e 1910 furono i seguenti:
| Comune di Spalato1 | Totale | Lingua serbocroata | %     | Lingua italiana | %    | Lingua tedesca | %    | Altre lingue o stranieri | %    |
| ------------------ | ------ | ------------------ | ----- | --------------- | ---- | -------------- | ---- | ------------------------ | ---- |
| 1890               | 22.752 | 20.011             | 87,95 | 1.971           | 8,66 | 193            | 0,84 | 577                      | 2,54 |
| 1900               | 27.243 | 25.304             | 92,88 | 1.049           | 3,85 | 131            | 0,48 | 759                      | 2,79 |
| 1910               | 27.492 | 24.224             | 88,11 | 2.087           | 7,59 | 95             | 0,35 | 1.086                    | 3,95 |

1 Il comune di Spalato comprendeva le seguenti frazioni: Cuccine al Calludèr (Kučine), Maravince (Mravince), Salona (Solin), Sasso (Kamen), Slatine, Spalato, Stobrezio (Stobreć), Vragnizza (Vranjić) e Zernovizza (Žrnovica)
| Città di Spalato2 | Totale | Lingua serbocroata | %     | Lingua italiana | %     | Lingua tedesca | %    | Altre lingue o stranieri | %    |
| ----------------- | ------ | ------------------ | ----- | --------------- | ----- | -------------- | ---- | ------------------------ | ---- |
| 1890              | 15.697 | 12.961             | 82,57 | 1.969           | 12,54 | 193            | 1,23 | 574                      | 3,66 |
| 1900              | 18.547 | 16.622             | 89,62 | 1.049           | 5,66  | 131            | 0,71 | 745                      | 4,02 |
| 1910              | 21.407 | 18.235             | 85,18 | 2.082           | 9,73  | 95             | 0,43 | 995                      | 4,65 |

2 La città di Spalato comprendeva le seguenti località: Borgo Grande, Borgo Luciaz, Borgo Manus e Pozzobon
Che i dati dei censimenti sottostimassero il numero degli italiani di Spalato sembra confermato da una serie di fatti successivi. A seguito del Trattato di Rapallo (1920), gli italiani della Dalmazia poterono optare per l'acquisizione della cittadinanza italiana in luogo di quella jugoslava, pur mantenendo la residenza in loco. Nonostante una violentissima campagna intimidatoria da parte jugoslava, alla scadenza dei termini oltre 900 famiglie spalatine avevano esercitato l'opzione. All'interno di molte famiglie la scelta divise i vari componenti: Renato Tartaglia, fratello del sindaco nazionalista jugoslavo Ivo, optò per la cittadinanza italiana ed emigrò a Trieste; all'interno della famiglia Morpurgo – storica famiglia ebrea cittadina, di cultura e lingua italiana – Elio e Luciano scelsero la cittadinanza italiana, mentre Vittorio ed Eugenio scelsero la cittadinanza jugoslava; fra i fratelli Bettiza – industriali del cemento –, Marino divenne jugoslavo, mentre Vincenzo e Giovanni scelsero l'Italia; Armando Grisogono – membro di una delle storiche famiglie nobili della Dalmazia, che presentava al suo interno alcuni dei più ferventi jugoslavisti – optò per la cittadinanza italiana.
Nel 1927 si svolse un censimento degli italiani all'estero: a Spalato e immediati dintorni risultarono residenti 3.337 cittadini italiani. Considerato che circa 1.000 italiani spalatini abbandonarono la città a seguito della sua incorporazione nel Regno dei Serbi, Croati e Sloveni, e stimando una certa percentuale di italiani che chiese la cittadinanza jugoslava, assume una particolare pregnanza l'indicazione del 1918 dello spalatino Antonio Tacconi, secondo cui 7.000 spalatini erano iscritti alle varie associazioni italiane della città (Fascio Nazionale, Circolo di Lettura, Società Operaia ecc.).
Una particolarità della comunità italiana di Spalato – comune a molte località dalmate – era data dalla quantità di nobili, possidenti e impiegati pubblici in essa concentrati. In tutta la prima metà del XIX secolo la quasi totalità dei podestà delle cittadine dalmate era costituita da italofoni e, anche quando la nomina del podestà fu demandata al corpo elettorale, la legge elettorale austriaca, che prevedeva la votazione per "curie" – che favoriva enormemente le classi più abbienti e istruite –, permise per alcuni anni agli italofoni di mantenere il potere, pur essendo localmente minoranza in quasi tutte le località. A Spalato, in particolare, la lotta fra il Partito Autonomista filoitaliano e il Partito Nazionale filocroato fu particolarmente aspra: il primo podestà croato della storia spalatina fu l'avvocato Dujam Rendić-Miočević, eletto nel 1882 dopo un periodo turbolento che aveva visto nel 1880 lo scioglimento d'autorità del consiglio comunale, guidato dall'ultimo podestà italiano, Antonio Bajamonti. Tutti questi accadimenti erano ancora ben vivi nella memoria degli spalatini alla fine della Grande guerra.

## L'arrivo degli alleati e i primi incidenti

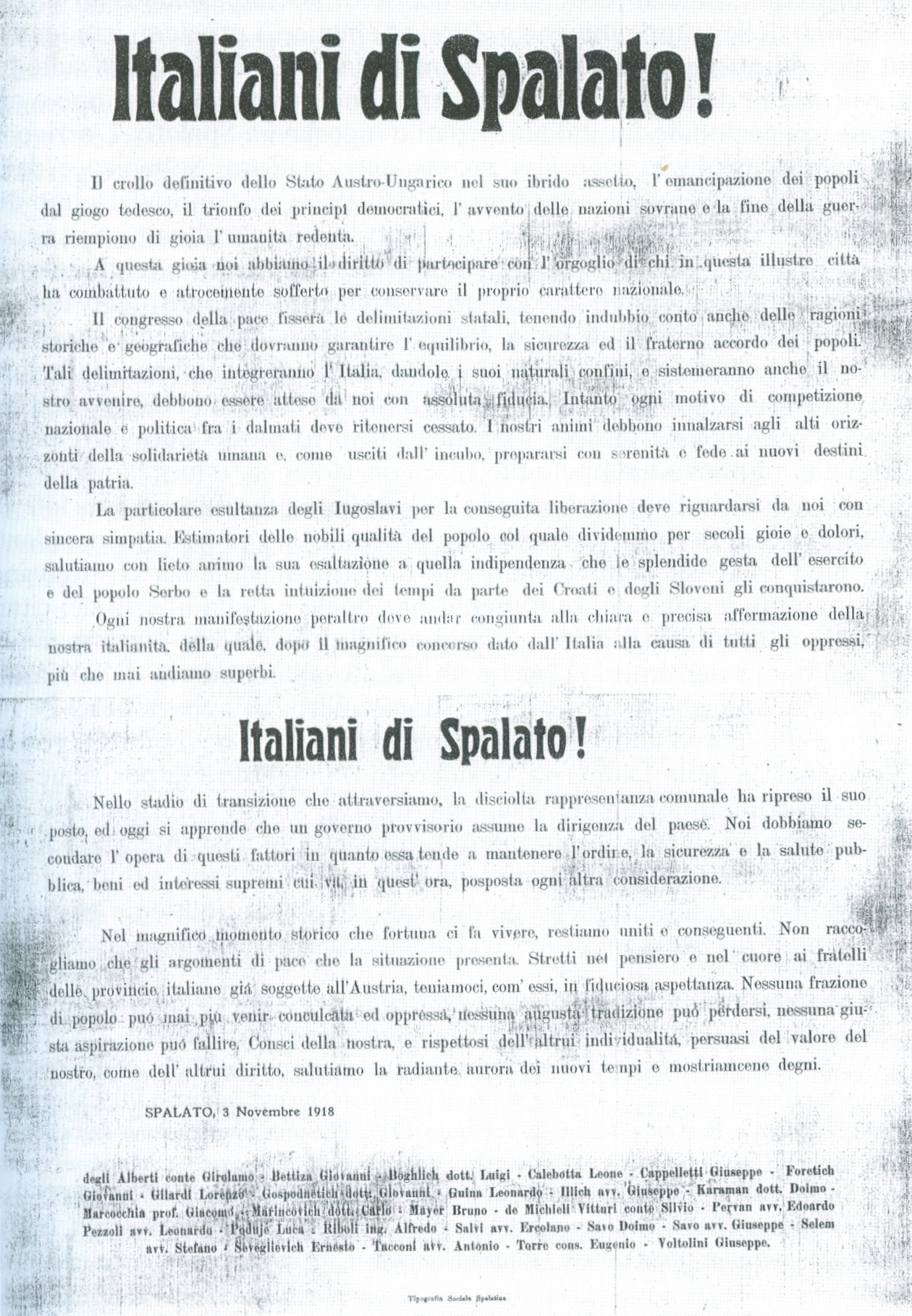
Il manifesto per gli italiani di Spalato, affisso dal Fascio Nazionale cittadino il 3 novembre 1918

Il 9 novembre 1918 le due cacciatorpediniere francesi Sakalave e Touareg entrarono nel porto di Spalato. Gli italiani – concentrati in gran parte all'interno della città vecchia – esposero dalle finestre delle proprie case il tricolore italiano e si recarono al porto per celebrare l'Intesa. La reazione della guardia nazionale jugoslava fu immediata: entrarono con la forza negli appartamenti, strapparono le bandiere, picchiarono alcuni dei presenti e danneggiarono parte della mobilia. Nel frattempo, il comandante di una nave già austriaca ed ora jugoslava attraccata nel porto intimò col megafono di togliere il tricolore, minacciando di aprire il fuoco.
Questo fu il primo della lunga serie di incidenti, che vide anche la creazione di un classico schema che si sarebbe ritrovato molto spesso nei mesi successivi: i quotidiani croati – e segnatamente il più estremista di essi, il Novo Doba – riportarono i fatti denunciando la "provocazione italiana"; gli italiani di Spalato, invece, produssero un memoriale e lo inviarono ai rappresentanti alleati, i quali generalmente in questi casi approntavano una commissione d'inchiesta per cercare di dirimere la questione.
Nei giorni immediatamente seguenti, le autorità municipali di Spalato furono costrette a presentare le proprie scuse formali per l'accaduto. Nel contempo, Smodlaka ebbe un abboccamento con i dirigenti del Fascio Nazionale, per cercare di persuaderli a fare pubblica dichiarazione di fedeltà e accettazione dello Stato jugoslavo, ottenendone però un rifiuto.
Iniziò quindi una violentissima campagna di stampa contro gli italiani della Dalmazia, accusati di essere traditori ed austrofili, e una campagna pubblicistica nazionale ed internazionale per dimostrare che la Dalmazia era una terra puramente slava. L'esaltazione raggiunse livelli tali che - pur essendo stata forte l'iniziale diffidenza - i reparti dell'esercito serbo inviati dal governo di Belgrado a occupare la costa dalmata ora venivano ovunque accolti in maniera trionfale: il Novo Doba il 20 novembre 1918 pubblicò una poesia dal titolo Benvenuti, fratelli! (Dobro došli, braćo!), e due giorni dopo festeggiò il loro ingresso in città col titolo a tutta pagina "L'arrivo trionfale dei reparti serbi a Spalato". Manifestazioni antitaliane si svolsero anche in altre località non sottoposte al regime di occupazione italiano e regolarmente coinvolsero gli italiani locali.

## Le reazioni in Italia

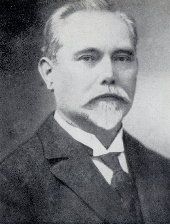
Luigi Ziliotto

Sotto la spinta delle notizie che provenivano dalla Dalmazia e sulla scorta delle riflessioni che in Italia si stavano svolgendo in riferimento alle richieste territoriali da porre al tavolo della pace, si sviluppò quindi una corrente di pensiero che chiedeva al governo di inviare delle proprie truppe anche nelle località della Dalmazia centrale e meridionale. Fra i primi a inviare tali richieste erano stati, ancor prima degli episodi di violenza del 9 novembre, proprio alcuni dalmati italiani: il 5 novembre, il podestà di Zara, Luigi Ziliotto, aveva inviato una lettera al sottosegretario alle colonie, Piero Foscari, chiedendo l'occupazione italiana anche della Dalmazia centrale.
I dirigenti del gruppo dei dalmati italiani a Roma rilanciarono l'idea, paragonando un'eventuale occupazione anche delle zone costiere dell'Adriatico non previste dal Patto di Londra alle occupazioni francesi della Renania occidentale. L'ammiraglio Thaon di Revel si dichiarò convinto della necessità di occupare militarmente Spalato, in pieno accordo coll'ammiraglio Enrico Millo, che in quei giorni venne nominato governatore della Dalmazia per la parte occupata dalle truppe italiane.

## Le prime misure legali e le prime violenze contro i dalmati italiani
Fra novembre e dicembre, lo scontro nazionale a Spalato si intensificò: il 18 novembre, con un'ordinanza, il governo provinciale (jugoslavo) della Dalmazia impose il giuramento di fedeltà al re per tutti i funzionari dei pubblici uffici. La composizione sociale degli italiani della Dalmazia vedeva tradizionalmente un notevole numero di dipendenti pubblici: insegnanti, impiegati, giudici e funzionari provinciali. Di conseguenza, questa misura venne immediatamente interpretata come una forzatura per ottenere quella fedeltà al nuovo Stato degli slavi del sud precedentemente negata. Un buon numero di dalmati italiani rifiutò di giurare, venendo immediatamente sospeso dalle proprie funzioni e dai relativi emolumenti.
La tensione crebbe ulteriormente fino a quando, il 23 dicembre, ebbero luogo dei disordini più gravi: gruppi di nazionalisti jugoslavi fecero irruzione armati di rivoltelle nelle sedi storiche della comunità italiana – il Fascio Nazionale, il Gabinetto di Lettura e la Società Operaia – distruggendo le suppellettili e imponendone la chiusura. Scattò quindi una "caccia all'italiano" per la città: decine di persone vennero percosse e si procedette alla distruzione o alla cancellazione di una serie di insegne italiane nei vari negozi. Il 6 gennaio 1919, nella vicina cittadina di Traù una folla eccitata da notizie sull'imminente occupazione militare italiana della zona prese d'assalto gli italiani locali, ripetendo le stesse scene.

## L'invio delle navi italiane

L'esploratore Riboty durante la seconda guerra mondiale

Nel porto di Spalato aveva già stazionato in vari momenti il cacciatorpediniere Carabiniere, alternandosi ad altre navi da guerra italiane senza però un incarico duraturo. Di fronte alle notizie sulle violenze contro gli italiani di Spalato, il governo di Roma autorizzò l'invio a Spalato di una nave da guerra, l'esploratore Riboty, con l'incarico di soggiornare stabilmente nel porto spalatino.
Secondo gli ordini impartiti da Millo, il Riboty aveva il compito di proteggere l'elemento italiano locale, raccogliere informazioni sulla situazione nella Dalmazia centrale e fornire gratuitamente viveri ed assistenza alla popolazione di Spalato, per motivi dichiaratamente propagandistici filo-italiani.
L'arrivo della nave italiana il 27 dicembre – rimpiazzata a partire dal 12 gennaio 1919 dall'ariete torpediniere Puglia – irritò notevolmente le autorità jugoslave e venne accolto da una manifestazione di protesta contro l'ormeggio. Già quattro giorni prima s'erano registrati dei disordini che avevano coinvolto alcuni marinai del Carabiniere e la popolazione locale croata, ma la situazione si mantenne sempre molto tesa, anche perché le truppe italiane a terra stavano lentamente prendendo possesso della Dalmazia promessa col patto di Londra, il cui confine passava relativamente vicino a Spalato. Come osservò il console Marcello Roddolo, in servizio sulla Riboty, «le nostre truppe che occupano mano mano i confini dell'armistizio e perciò si avvicinano a Spalato fanno credere agli Jugoslavi prossima una nostra occupazione di quella terra, alla quale occupazione quasi certamente i reparti serbi si opporrebbero con le armi».

## L'apertura della conferenza di pace
Il 18 gennaio 1919 si aprì a Parigi la conferenza di pace, che vide anche la partecipazioni di delegazioni di dalmati italiani e jugoslavi, su posizioni nettamente contrapposte. Le notizie e le indiscrezioni provenienti dalla conferenza costituirono uno dei motivi principali di discussione a Spalato, inducendo di volta in volta stati d'ansia o d'euforia, innestandosi in un'atmosfera comunque già fatta incandescente.

## Le violenze di febbraio

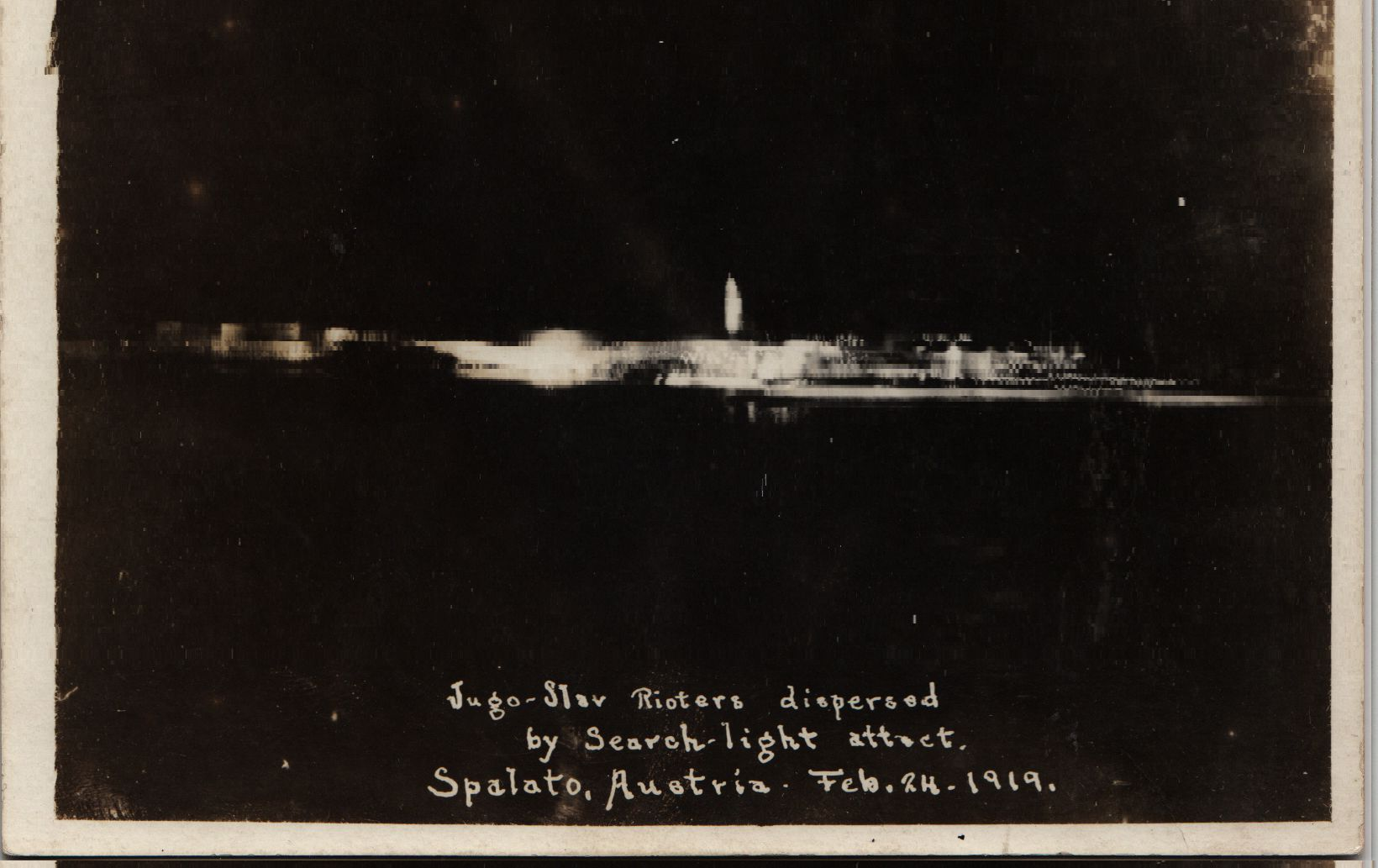
24 febbraio 1919: fasci di luce notturni vengono utilizzati per disperdere i rivoltosi jugoslavi

Una nuova ondata di aggressioni contro gli italiani di Spalato ebbe luogo in occasione della visita in città della commissione interalleata per l'Adriatico, composta da un ammiraglio francese (Jean Etienne Charles Marcel Ratyé), uno britannico (Edward Burton Kiddle), uno statunitense (Albert Parker Niblack) e uno italiano (Ugo Rombo), il 24 febbraio 1919. Per l'occasione, era alla fonda in porto anche l'esploratore italiano Nino Bixio. In città si era sparsa la voce che il Fascio Nazionale Italiano volesse organizzare una manifestazione per dimostrare la forza dell'elemento italiano a Spalato. Nel tardo pomeriggio i capi della comunità italiana di Spalato – accompagnati dal comandante del Puglia, Giulio Menini, e da un altro ufficiale – mentre passeggiavano per la città vennero attaccati e feriti da un gruppo di manifestanti. Gli ufficiali riuscirono infine a ritornare alla nave, mentre Pezzoli, Pervan, Tacconi e il fratello di quest'ultimo, Ildebrando, cercarono di entrare nel proprio circolo con la protezione delle guardie, ma vennero raggiunti e malmenati nuovamente, richiudendosi poi per oltre tre ore negli adiacenti locali della dogana. Il Gabinetto di Lettura venne circondato per molte ore e fatto oggetto di un'intensa sassaiola. In seguito la folla si divise in gruppi, che si recarono presso le abitazioni degli italiani più influenti, inscenando delle manifestazioni ostili. Gli italiani sorpresi all'aperto vennero assaliti e malmenati, così come vennero nuovamente distrutte le vetrine dei negozi gestiti da italiani.
Il giorno successivo, a bordo del Bixio venne organizzata una solenne cerimonia di scuse da parte del presidente del governo provinciale jugoslavo, del sindaco di Spalato e di un ufficiale della polizia. Il giorno stesso, il comitato interalleato degli ammiragli emanò un proclama nel quale venne affidato all'ammiraglio americano di stanza a Spalato l'incarico di vigilare sul mantenimento dell'ordine in città attraverso l'uso di pattuglie interalleate. Per alcuni mesi le condizioni di vita degli italiani di Spalato migliorarono.

## L'estate del 1919 e l'impresa di Fiume

Ufficiali e sottufficiali a Spalato a bordo della nave Puglia. Al centro il comandante Giulio Menini e il suo vice, il capitano di corvetta Paolo Maroni (con le mani incrociate)

Nella primavera e nell'estate del 1919 la situazione a Spalato continuò a mantenersi tesa e, anche se i disordini non avevano l'intensità dei tumulti di febbraio, purtuttavia conoscevano improvvisi scoppi di violenza: il 9 marzo tre marinai italiani vennero alle mani con un gruppo di giovani croati presso il palazzo delle Procurative: un marinaio italiano rimase ferito alla testa da un colpo di baionetta, così come vennero feriti alcuni soldati serbi intervenuti per sedare la rissa. La successiva commissione d'inchiesta alleata stigmatizzò la “condotta provocatoria” dei marinai italiani, e di conseguenza si scatenò una campagna di stampa sui giornali locali contro la presenza del Puglia nel porto di Spalato. Il tono violentemente antitaliano dei quotidiani croati fece elevare svariate proteste da parte del comandante Menini, che alle volte si tramutarono in ammende contro i giornali stessi, stabilite dall'ammiraglio americano.
Alla conferenza di pace di Parigi le potenze vincitrici premevano per non riconoscere all'Italia i territori promessi col Patto di Londra e il 24 aprile la delegazione italiana si ritirò in segno di protesta. Il giorno successivo la notizia arrivò a Spalato e, mentre venne accolta con entusiasmo dalla comunità italiana che riteneva che a questo punto l'Italia avrebbe proceduto all'annessione della Dalmazia manu militari, per lo stesso motivo causò negli jugoslavi qualche timore.
In una relazione inviata ai comandi superiori dall'ammiraglio americano Philip Andrews - comandante delle truppe di occupazione alleate nella Dalmazia centro-meridionale - venne stigmatizzata la condotta dei marinai italiani in libera uscita, definita "arrogante" e finalizzata a "mantenere vivo e attivo lo spirito italiano della locale minoranza italiana".
Il 12 settembre il poeta ed eroe di guerra Gabriele D'Annunzio oltrepassò il confine con un manipolo di ribelli ed occupò la città di Fiume, non compresa nel Patto di Londra e al tempo una delle località contese con maggior fervore fra l'Italia e il Regno dei Serbi, Croati e Sloveni. La notizia a Spalato ebbe un effetto dirompente: gli italiani la accolsero con enorme entusiasmo, prefigurandosi già la calata di D'Annunzio lungo le coste dalmate, mentre i croati la interpretarono come prova della veridicità dei loro peggiori timori. Le voci si sovrapponevano alle voci, mentre la delegazione serbo-croato-slovena fece pervenire alla conferenza di Parigi una vibrante nota di protesta.
Il 23 settembre il conte Nino Fanfogna, traurino trentaduenne di una delle più antiche famiglie dalmate, diede inizio ad un tentativo di sollevazione popolare nella sua città natale di Traù, sulla falsariga di quella dannunziana. Al suo servizio si era posta una novantina di militari italiani ribelli del Comando del battaglione di stanza a Pianamerlina (Prapatnica), guidati dal sottotenente Emanuele Filiberto Torri, che avevano occupato la località e nominato “dittatore” il Fanfogna.
Grazie alla pronta reazione del comando americano e del comandante della nave Puglia, che avevano inviato laggiù rispettivamente l'ufficiale Field e il proprio ufficiale in seconda Paolo Maroni col compito di ordinare la fine della sollevazione chiedendo nel contempo alle truppe serbe di non intervenire, i ribelli italiani si ritirarono la sera stessa, ma l'evento causò conseguenze immediate: il Fascio Italiano di Traù venne praticamente smantellato dalle autorità jugoslave, nella cittadina e nella zona dei Castelli (a nord-ovest di Spalato) vennero attaccate le case e le proprietà degli italiani, infine a Spalato si diffuse il sospetto di una connessione fra i marinai della nave Puglia e i ribelli: il governo locale venne di fatto sospeso dalle sue funzioni dalle truppe serbe. Nelle alture prospicienti la nave italiana vennero issate delle batterie di cannoni, puntate nella sua direzione; una mitragliatrice venne posizionata all'estremità del molo ed ogni contatto con la Dalmazia occupata dagli italiani venne interrotto. L'ammiraglio Andrews consigliò di allontanare il Puglia da Spalato, temendo una ripetizione dell'impresa di Fiume.
Solo la pubblicazione di un manifesto a firma dell'ammiraglio Millo, nel quale si diceva che ogni movimento contro la Dalmazia non occupata dall'Italia sarebbe stato represso, moderò gli animi, che a quel momento sembravano predisposti verso la guerra.

## La missione di D'Annunzio a Zara

Pranzo al governatorato di Zara in onore di D'Annunzio. Si riconoscono Giovanni Giuriati (terzo da sinistra), D'Annunzio (a sinistra al centro), Luigi Rizzo (accanto D'Annunzio), il podestà di Zara Luigi Ziliotto (a destra con la barba bianca) e l'ammiraglio Millo (accanto a Ziliotto, di fronte a d'Annunzio)

I movimenti di D'Annunzio a Fiume e in Dalmazia divennero sempre più una vera e propria ossessione per le autorità jugoslave e notevole fonte d'imbarazzo per gli italiani, che non erano riusciti ad impedirne l'ingresso a Fiume, così come non erano riusciti ad impedire il continuo afflusso in città di volontari da molti reparti dell'esercito e della marina.
Il 14 novembre una piccola flotta di tre navi da guerra partì da Fiume per giungere a Zara all'alba del giorno dopo: a bordo c'era proprio Gabriele d'Annunzio, con un gruppo di legionari. L'entusiastica accoglienza della popolazione coinvolse anche il governatore Millo, che ricevette i ribelli in modo affettuoso, il che gli creò attorno una cappa di sospetto da parte del governo jugoslavo e pure di una parte del governo italiano.
A Spalato la notizia creò all'inizio forti timori, ma poi sfociò nuovamente in una serie di manifestazioni antitaliane: si giunse a bloccare ogni movimento e ogni rifornimento alla nave Puglia, con la motivazione che «la Puglia non era da considerarsi nave da guerra italiana perché essa obbediva all'Ammiraglio Millo e questi (...) era agli ordini di d'Annunzio».
A novembre ebbero luogo altre devastazioni dei locali spalatini gestiti da italiani: furono assaliti il Caffè Nani e la cartoleria Milich; l'abitazione di Tacconi venne violata e nuovamente danneggiata; per la strada venne aggredito Pezzoli; infine dai circoli italiani vennero asportati i ritratti dei Savoia, poi gettati in mare. Il piroscafo italiano Bosnia, alla fonda al porto, fu assalito: venne ammainata e bruciata la bandiera italiana, sostituita poi col tricolore jugoslavo. I disordini cessarono solo dopo l'intervento personale del governatore jugoslavo, costretto in seguito a scusarsi di fronte a Menini.

## I disordini di gennaio 1920 e l'avvicendamento di Menini con Gulli

Il comandante Tommaso Gulli

Il 12 gennaio 1920 cadeva l'anniversario dell'approdo della nave Puglia a Spalato. In tale occasione la comunità italiana organizzò una cerimonia per ringraziare il comandante Menini.
Fra la fine del 1919 e i primi mesi del 1920 la situazione politica a Spalato tornò ad essere tesa e difficile. Le aggressioni erano all'ordine del giorno e gli episodi più gravi si ebbero il 27 gennaio 1920. Gli alleati avevano inviato a Belgrado una nota - approntata il 14 gennaio e firmata da Francia e Regno Unito - riguardante i confini del nuovo Regno dei Serbi, Croati e Sloveni (SHS), secondo la quale Fiume sarebbe stata ceduta all'Italia mentre Scutari sarebbe stata annessa al SHS, minacciando l'applicazione integrale del Patto di Londra in mancanza di accettazione jugoslava. Venne quindi organizzata nella piazza dei Signori una manifestazione di protesta contro l'imperialismo italiano. Alla fine la folla diede l'assalto al Gabinetto di Lettura, alla Società Operaia, all'Unione Cooperativa (il Consorzio di consumo italiano); in successione, oltre venti negozi italiani vennero assaliti, le loro insegne distrutte, le saracinesche e le vetrate sfondate. Gli eventi ebbero una certa eco sulla stampa, con le consuete accuse da parte italiana e le repliche da parte jugoslava. Il 9 febbraio il governo regionale jugoslavo pagò 27.000 corone di indennizzi per i danneggiati.
Le molestie continuarono con cadenza quasi quotidiana anche nei mesi successivi. Amareggiato per l'atteggiamento del governo italiano – ritenuto troppo debole di fronte agli jugoslavi –, il comandante Menini aveva già richiesto a dicembre del 1919 di essere trasferito ad altro incarico. Respinta una prima volta la richiesta, questa venne successivamente accolta: il 9 febbraio venne avvicendato al comando del Puglia dal comandante Tommaso Gulli, già suo ufficiale in seconda nei primi mesi del 1919.

## I fatti di luglio
Gli incidenti del gennaio 1920 mostrarono per l'ennesima volta che le popolazioni italiane di Spalato pagavano il prezzo più alto dell'antagonismo fra l'Italia e il Regno dei Serbi, Croati e Sloveni: sostanzialmente indifese, erano le vittime predestinate dei continui peggioramenti dei rapporti italo-jugoslavi e delle manipolazioni politiche del governo di Belgrado, che periodicamente alimentava la xenofobia antitaliana per conquistare il consenso dell'opinione pubblica croata.
Gli incidenti più gravi, che causarono delle pesantissime ripercussioni, avvennero a luglio del 1920. Il 12 di questo mese si celebrava la festa per il genetliaco ufficiale del re Pietro I e alla sera del giorno prima a Spalato il capitano Lujo Lovrić, cieco di guerra e acerrimo oppositore delle mire italiane sull'Adriatico orientale, era stato chiamato a tenere una conferenza in teatro, dal titolo “L'antico nemico della nostra unione nazionale”.. All'uscita dal teatro la folla si recò quindi nei soliti luoghi di ritrovo degli italiani, per attaccarli. In questo frangente, due sottufficiali italiani del cacciatorpediniere Aquilone (in quei giorni ancorato a Spalato), e precisamente il capo silurista Francesco Doria e il II capo meccanico Renato Grimaldi - rimasero asserragliati all'interno del Caffè Nani. Quasi in contemporanea ebbe luogo il fatto che in seguito venne considerato la scintilla che causò i disordini successivi e che viene raccontato in modo leggermente diverso a seconda delle fonti: secondo alcuni un marinaio del Puglia mentre era in libera uscita, vista una donna sventolare una bandiera jugoslava in una zona vicino al molo chiamata "cantiere di Ivanko", si era impadronito del drappo portandolo poi a bordo come un trofeo; secondo una fonte italiana invece i marinai erano due, ed erano stati incrociati nei pressi di una casa chiamata "casa di Ivanko" da una ragazzina che li aveva insultati agitando una piccola bandiera: uno dei due marinai - di nome Vincenzo La Pastina - aveva quindi preso la bandiera dalle mani della ragazzina e l'aveva portata con sé sul Puglia. In un baleno l'episodio venne risaputo in città, scatenando le ire della popolazione croata e della folla che già asserragliava il Caffè Nani.
Il comandante Gulli diede allora l'ordine ai due tenenti di vascello Fontana e Catalano di portare la bandiera al cacciatorpediniere americano USS Long presso il Molo San Pietro e, ritenendo che la questione fosse chiusa, inviò un piccolo motoscafo col tenente di vascello Gallo al Molo Veneto, con l'incarico di riportare a bordo i sottufficiali chiusi nel Caffè Nani. Se si fossero verificati dei problemi, la consegna era di sparare dei razzi illuminanti con la pistola Very: in tal caso sarebbe stato inviato un MAS in aiuto. Impossibilitato ad attraccare a causa della folla accalcatasi sul molo, Gallo affermò successivamente di esser stato bersagliato da una serie di colpi di pistola e quindi lanciò i razzi.
Gulli decise allora di comandare egli stesso il MAS e si diresse quindi verso il Molo Veneto, raggiunto alle 21:50. Le successive ricostruzioni dell'episodio divergono radicalmente: da un lato gli italiani affermarono che mentre l'imbarcazione si avvicinava alla riva si udì il capo della polizia di Spalato che gridava: «Comandante stia tranquillo che i sottufficiali sono in salvo al circolo...»; poi il lancio di una bomba a mano dalla folla, col successivo aprire il fuoco dei gendarmi jugoslavi e un'immediata risposta al fuoco da parte italiana. Gli jugoslavi invece affermarono che dall'interno del MAS vennero esplosi dei colpi che uccisero un uomo, e che solo successivamente si sparò dalla riva. La relazione ufficiale spedita qualche giorno dopo ai governi di Roma e Belgrado dall'ammiraglio Andrews ricalcò sostanzialmente la ricostruzione di parte italiana, con qualche piccola differenza: per Andrews la folla era stata allontanata dalla riva dai gendarmi e si era accalcata di fronte alla vicina filiale della Jadranska Banka, laddove sarebbe avvenuta l'esplosione della bomba a mano. In immediata successione ebbe luogo la sparatoria, ma la relazione ufficiale non riuscì a stabilire chi avesse sparato per primo. I marinai italiani sarebbero quindi tutti quanti stati colpiti da proiettili di armi da fuoco.

Gulli e Rossi in una rara cartolina degli anni '20 del XX secolo

Vennero feriti il motorista Aldo Rossi, il cannoniere Gino Mario Pavone ed altri del MAS italiano: una pallottola di fucile colpì il comandante Gulli al ventre dal lato destro, uscendo dal dorso a sinistra. L'uomo ucciso fra la folla invece venne in seguito identificato col nome di Matej Miš. Ricaduto sul ponte, Gulli diede ordine di ritornare sul Puglia, ove all'arrivo del MAS l'equipaggio si preparò a cannoneggiare la città, venendo fermato solo dall'intervento di un ufficiale anziano.
Essendo l'ufficiale medico del Puglia asserragliato nel Gabinetto di lettura, il prominente italiano di Spalato Doimo Caraman (o Karaman) convinse il chirurgo Jakša Račić a curare il comandante Gulli. In seguito ad una prima sommaria visita a bordo si decise il trasferimento di Gulli presso la casa di cura privata di questo chirurgo, per cui con un battellino lo si portò fino al molo San Pietro, e da lì con un'automobile del contingente americano fino all'ospedale, a est di Spalato.
Secondo la testimonianza del capitano commissario Di Lauro, che accompagnò Gulli, quest'ultimo dettò un breve testamento spirituale: «Tanti abbracci ai miei. Il mio pensiero è con loro. Se muoio, muoio tranquillo perché i miei figli saranno bene educati da mia moglie. Se muoio, mando un saluto agli ufficiali e a tutti della Puglia. Io non ho assolutamente provocato nessuno, anzi sono andato io stesso per impedire provocazioni. Se vi sono dei morti non li ho sulla coscienza». Alle 02.30 del 12 luglio iniziò l'operazione, che ebbe termine alle 04.00: il comandante Gulli spirò sotto i ferri. Nella notte era morto a bordo del Puglia anche il motorista Rossi.
I funerali dei due marinai italiani vennero vietati a Spalato dalle autorità locali: fu permessa solo la visita alle salme, ricomposte sulla nave Puglia. Le esequie si tennero alcuni giorni dopo nel duomo di Sebenico: il corteo funebre che partì dal molo di Sebenico fu composto da una banda della Regia Marina, un reparto di fucilieri della Marina, un reparto del Regio Esercito, un gruppo di volontari del Battaglione Rismondo, le società ginniche di Sebenico e Zara e una rappresentanza dei Canottieri Diadora di Zara.
Tommaso Gulli fu decorato alla memoria con la Medaglia d'oro al valor militare, Aldo Rossi - sempre alla memoria - ricevette invece la Medaglia d'argento. Pavone fu decorato con la medaglia di bronzo, così come i marinai Marco Serfaino, Giuseppe Valenza e Luigi Granata, perché riuscirono a guidare il MAS verso il Puglia dopo che fu colpito a morte Rossi.

## Le conseguenze
Il 13 luglio, giorno successivo alla morte di Gulli, in alcune città successivamente attribuite all'Italia – Trieste, Fiume, Zara, Pola e Pisino – si svolsero manifestazioni che sfociarono in violenze di vario tipo contro le popolazioni slave ivi residenti. Nella più grave di esse, venne appiccato il fuoco al Narodni dom, la casa sede dei circoli slavi (in grande prevalenza sloveni) di Trieste.

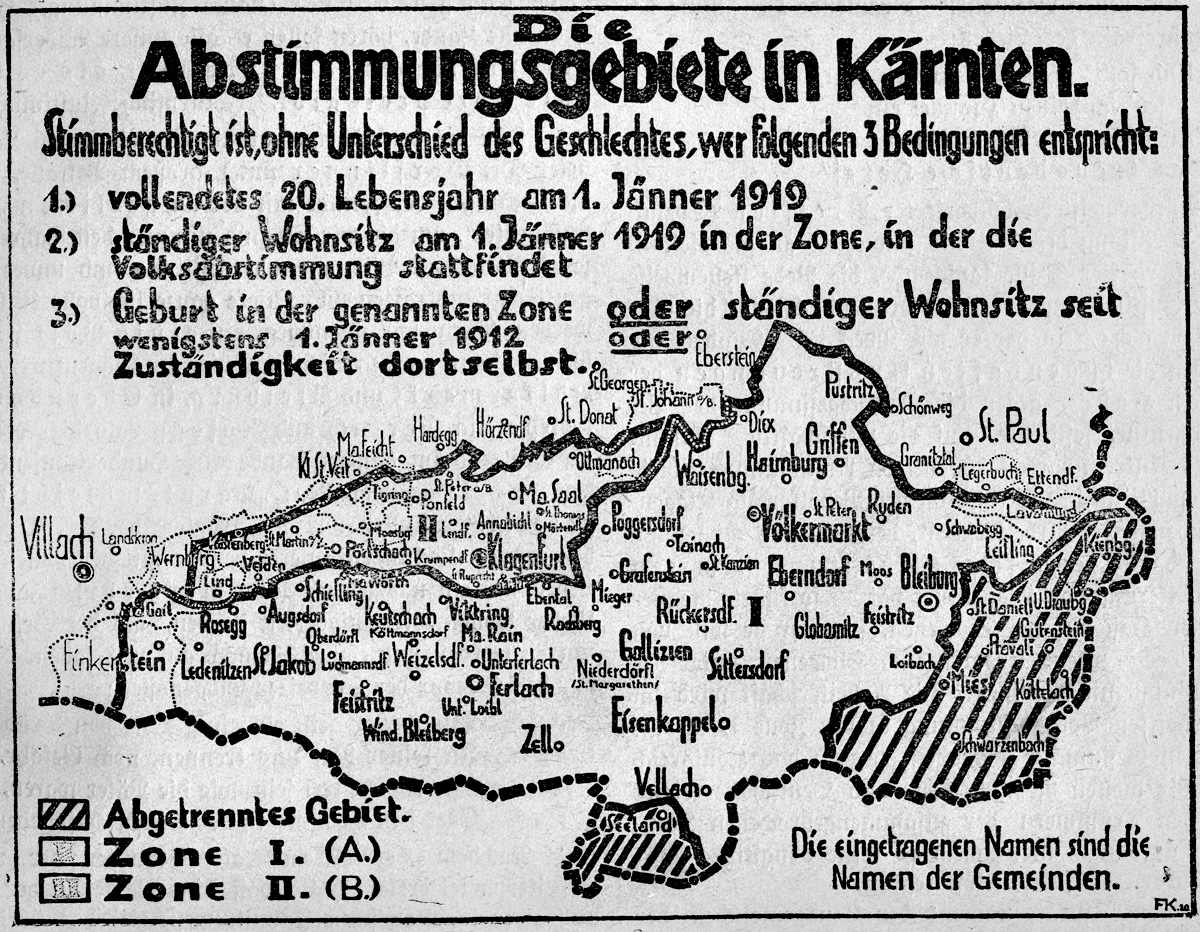
Il plebiscito in Carinzia. La zona in cui si votò è identificata dal numero romano I.

Giovanni Giolitti (seduto) firma il Trattato di Rapallo. In primo piano i capi della delegazione del Regno dei Serbi, Croati e Sloveni: il ministro delle finanze Kosta Stojanović (a sinistra, parzialmente tagliato) e il ministro degli esteri Ante Trumbić (in piedi al centro). Fra di loro, il ministro degli esteri italiano Carlo Sforza (con la barba). Al centro - sullo sfondo - il politico osserino Francesco Salata, seguito dall'ambasciatore jugoslavo a Roma Vojslav Antoniević

Lo stesso 13 luglio il ministro degli Esteri italiano, Carlo Sforza, inviò per il tramite dell'incaricato d'affari a Belgrado ad interim, Galanti, una dura nota di protesta sui fatti di Spalato, con quattro richieste: scuse ufficiali del governo locale di Spalato, nota di rammarico del governo serbo, indennità per le famiglie dei morti e punizione esemplare dei responsabili. Al termine di un serrato scambio di note, il governo serbo inviò un telegramma di vivo rammarico per l'incidente, ma il resto delle richieste non ebbe esito.
Si era però oramai entrati in una nuova fase della politica italiana ed internazionale: il nuovo governo costituito da Giovanni Giolitti, in carica dal 15 giugno 1920, si era presentato in politica estera considerando la rivendicazione della Dalmazia come un elemento secondario, per cui la questione degli incidenti di Spalato non venne rimarcata con forza e il citato rapporto di Andrews non venne mai pubblicato dalla stampa nazionale. I giornali jugoslavi invece affermarono propagandisticamente che il rapporto alleato avrebbe attribuito solamente agli italiani la responsabilità degli scontri. In realtà, questo rapporto si limitava a rilevare i termini essenziali dell'accaduto, senza dare giudizi di alcun genere. Anni dopo - però - la tesi della responsabilità italiana venne ripresa dallo studioso sloveno Lavo Čermelj, che in una sua nota opera dedicata alla drammatica situazione delle minoranze slave nell'Italia fascista affermò falsamente che «una commissione internazionale, presieduta dall'ammiraglio Andrews e nella quale pure l'Italia era rappresentata, aveva inequivocabilmente appurato che gli incidenti di Spalato dell'11 luglio 1920 erano stati provocati dai marinai e dagli ufficiali della nave Puglia».
La volontà italiana di risolvere le questioni aperte di Fiume e della Dalmazia venne favorita dalla questione del plebiscito della Carinzia meridionale: il 10 ottobre la maggioranza della regione, anche se fortemente abitata da sloveni e in quel momento occupata militarmente dall'esercito jugoslavo, dichiarò la propria volontà di essere assegnata all'Austria, al che gli jugoslavi reagirono rifiutando di ritirare le truppe, che stazionavano anche nella città di Klagenfurt, conquistata dopo una serie di combattimenti contro reparti irregolari austriaci nel maggio del 1919. L'atto di forza jugoslavo irritò le grandi potenze, che inviarono un ultimatum a Belgrado intimando il ritiro delle truppe e il rispetto dell'esito del plebiscito: per evitare un conflitto armato gli jugoslavi obbedirono. Quest'incidente sembrò confermare la tesi italiana circa il carattere massimalista ed estremista delle pretese territoriali jugoslave, ed indusse il governo jugoslavo a ricercare l'accordo con gli italiani.
Il 12 novembre 1920 il Regno d'Italia e il Regno dei Serbi, Croati e Sloveni firmarono il Trattato di Rapallo. Ci si accordò per assegnare all'Italia la città di Zara con un piccolo territorio circostante, oltre all'isola di Lagosta e agli scogli di Pelagosa, mentre il resto della Dalmazia andò al Regno dei Serbi, Croati e Sloveni. Il territorio di Fiume andò formalmente a costituire un piccolo stato cuscinetto, denominato Stato libero di Fiume: alla fine dell'anno il Regio Esercito fece sgomberare con la forza la città dalle truppe di d'Annunzio. Il trattato, invece di rasserenare le rispettive opinioni pubbliche, fu oggetto di violentissime critiche sia in Italia che nel Regno dei Serbi, Croati e Sloveni: in Italia sorse il mito della cosiddetta "Vittoria mutilata", ampiamente sfruttato dai nazionalisti e dal nascente movimento fascista; nel Regno dei Serbi, Croati e Sloveni la cessione di Zara e dell'intera Istria all'Italia, oltre alla mancata acquisizione di Fiume, crearono un'ondata di risentimento verso il proprio governo e una campagna di stampa contro l'Italia e i dalmati italiani.
Negli anni successivi, la comunità italiana di Spalato venne attaccata continuamente nelle proprie istituzioni, nell'impiego e nelle scuole, conoscendo un lento declino.

## Insegne italiane a Spalato
Molti negozi e uffici di Spalato mantennero un'insegna in lingua italiana fino agli anni venti del XX secolo. Queste insegne vennero distrutte in gran parte proprio fra il 1919 e il 1920, come effetto dei vari incidenti sopra descritti. La seguente vuole essere una succinta galleria fotografica, tratta da una serie di cartoline degli anni 1900-1910.

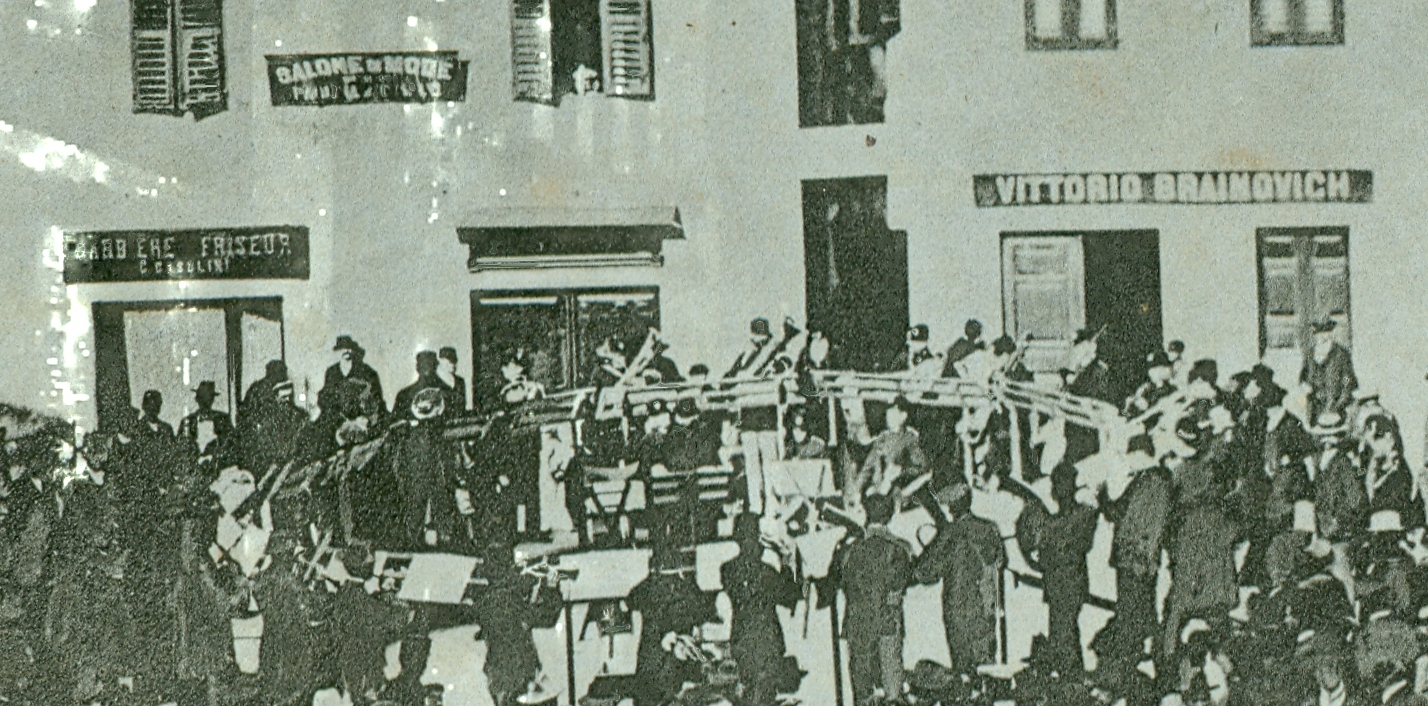
Insegne in piazza dei Signori: il barbiere Casolini, un salone di mode e il negozio di Vittorio Braimovich
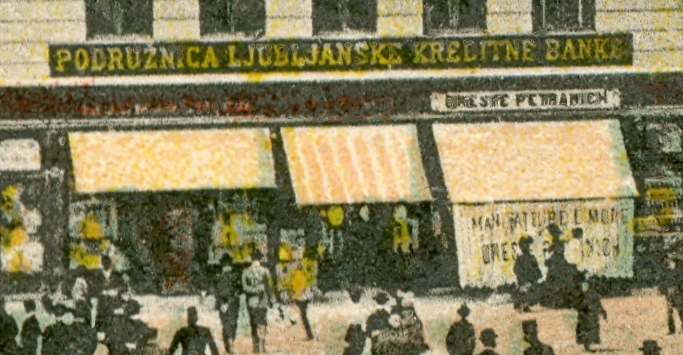
Sotto l'insegna di una banca di Lubiana, il negozio di Oreste Petranich in piazza dei Signori. Sulla tenda si legge: "Manifatture e mode Oreste Petranich"
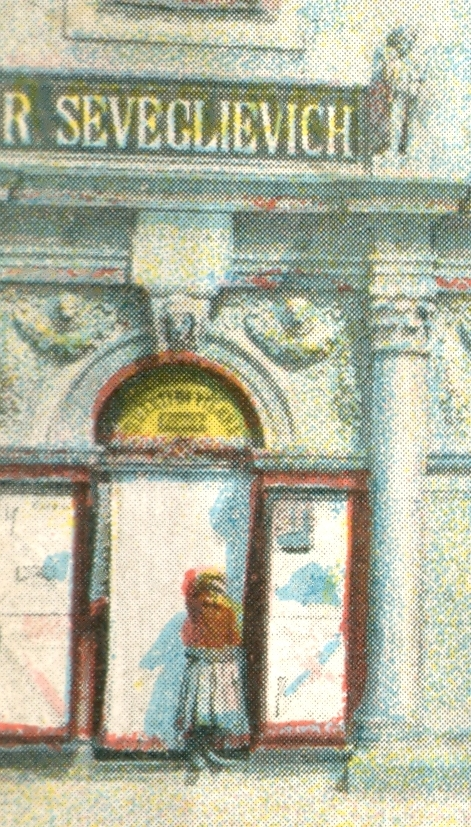
Il negozio di Seveglievich in piazza dei Signori. Ernesto Seveglievich fu uno dei firmatari dell'appello agli italiani di Spalato del 3 novembre 1918

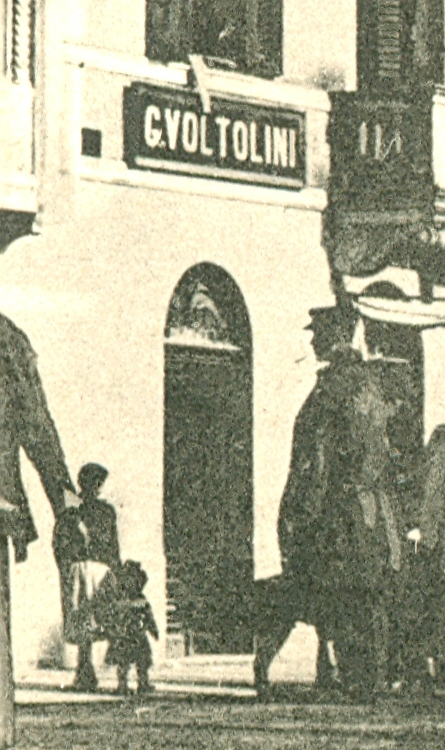
L'agenzia d'affari Voltolini, in Riva. Giuseppe Voltolini fu uno dei firmatari dell'appello agli italiani di Spalato del 3 novembre 1918
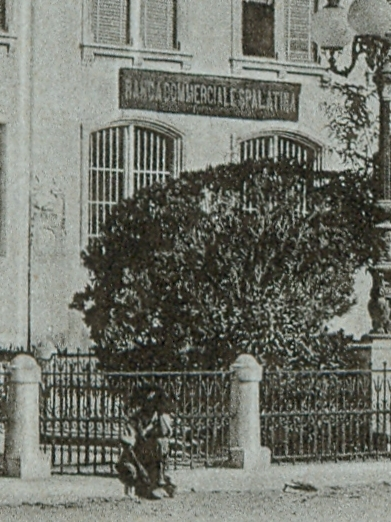
La sede della Banca Commerciale Spalatina, accanto alla fontana del Bajamonti, distrutta dopo la seconda guerra mondiale
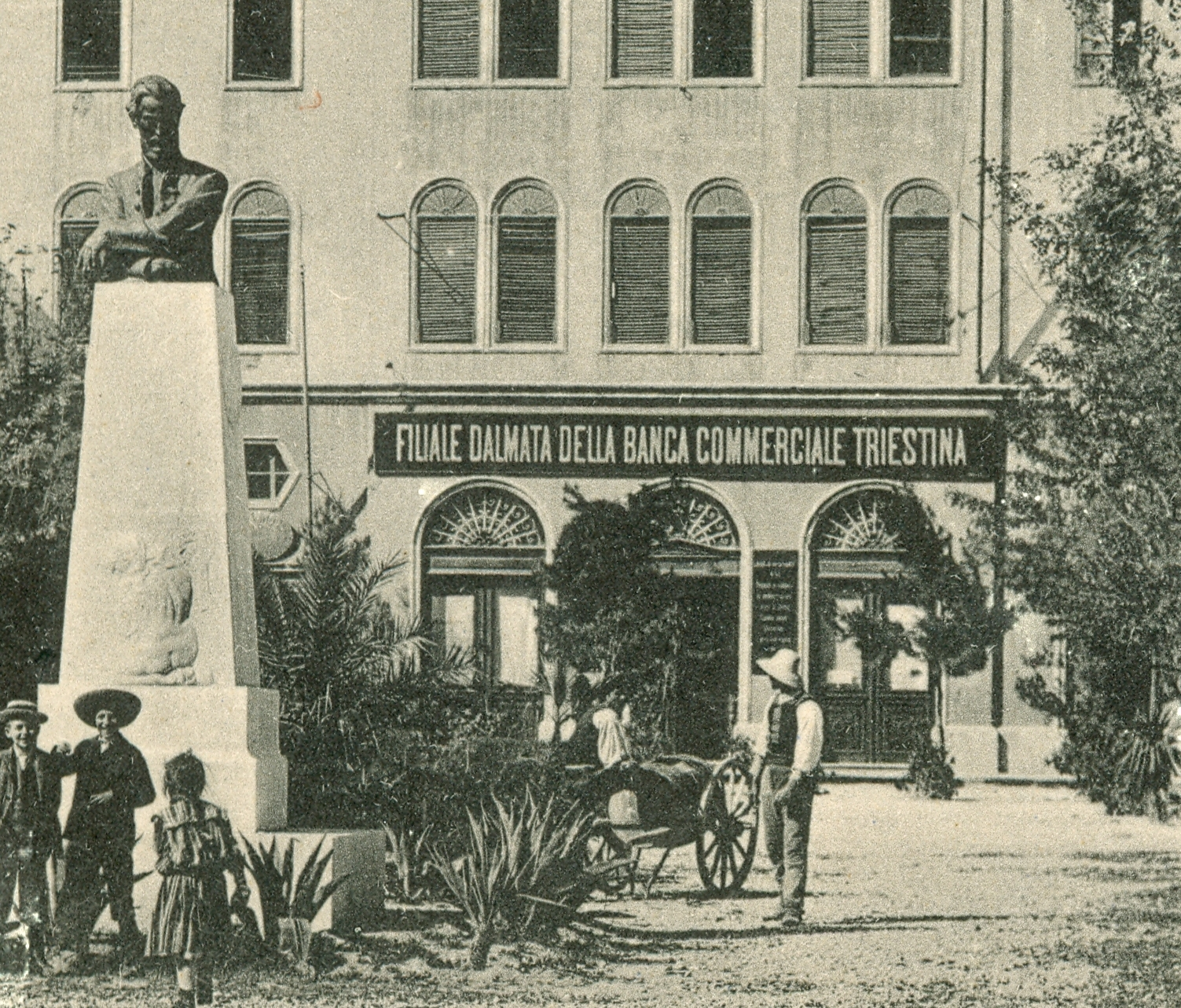
La filiale dalmata della Banca Commerciale Triestina, alla fine delle Procurative

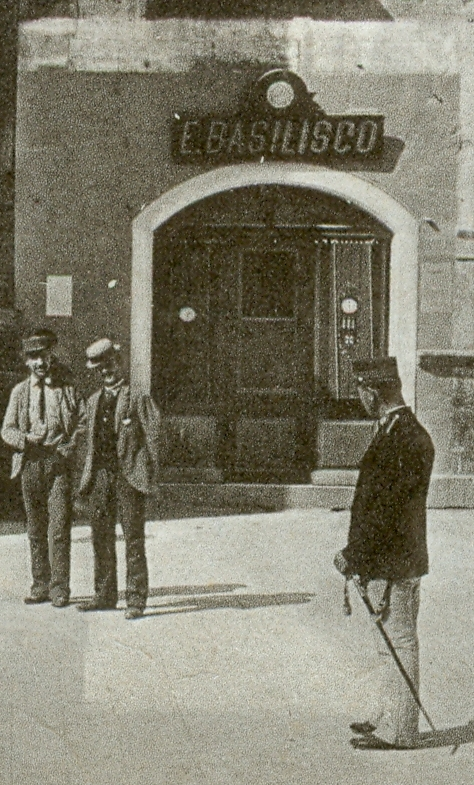
L'orologiaio Basilisco, accanto al palazzo dei Signori
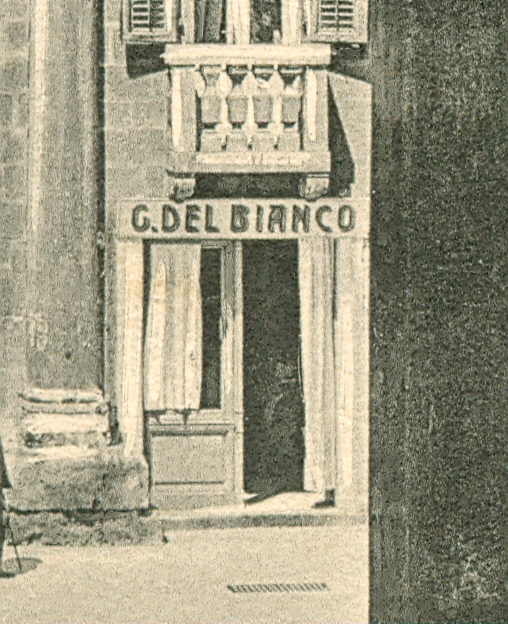
Il barbiere Del Bianco, all'interno del palazzo di Diocleziano
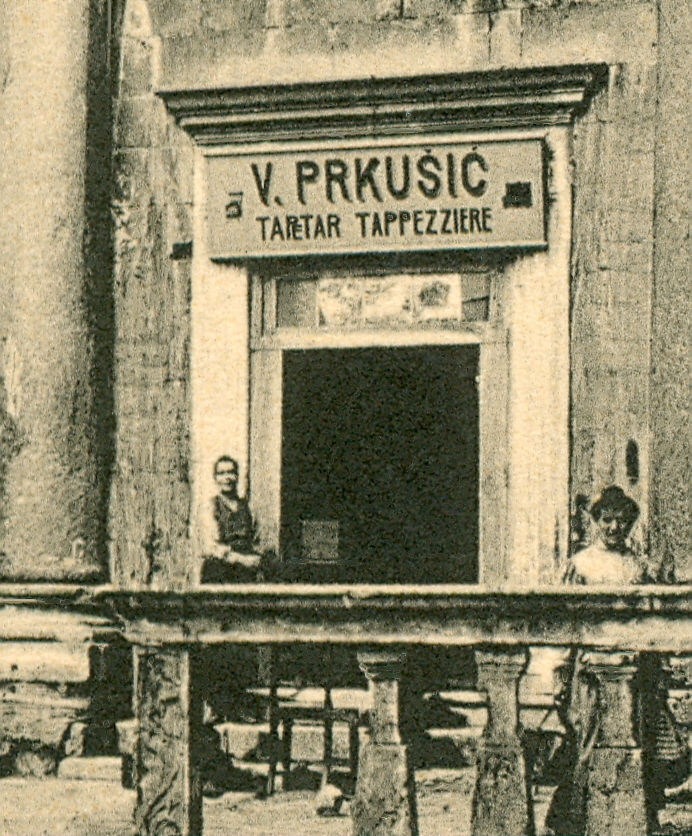
Un'insegna bilingue all'interno del palazzo di Diocleziano: "V. Prkušić Tapetar – Tappezziere"